# Aïn Ghoraba
Aïn Ghoraba (în arabă عين الغرابة) este o comună din provincia Tlemcen, Algeria.
Populația comunei este de 5.068 de locuitori (2008).